# Verzorgingsplaats Lepelaar
Verzorgingsplaats Lepelaar is een Nederlandse verzorgingsplaats langs de A6 Muiderberg-Joure tussen afritten 8 en 9 ter hoogte van natuurreservaat Oostvaardersplassen, in de gemeente Lelystad. Deze parkeerplaats ligt langs de A6 richting Lelystad, vandaar de L van Lepelaar.
De verzorgingsplaats dankt haar naam aan de lepelaar, een witte vogel met een spatelvormige verbrede snavel. Deze vogel komt steeds meer voor in de naastgelegen Oostvaardersplassen. In de omgeving van de verzorgingsplaats, in de gemeente Zeewolde, liggen veel wegen met een vogel in de naam, zoals de Reigerweg, Ooievaarsweg, Roerdompweg en ook de Lepelaarweg met een zijstraat die het Lepelaarpad wordt genoemd.
Als extra service voor de vrachtwagenchauffeurs zijn een aantal strepen op de grond getrokken. Wanneer een chauffeur zijn vrachtwagen correct binnen de lijnen zet is het mogelijk om alle spiegels netjes te stellen.
Aan de andere kant van de snelweg ligt verzorgingsplaats Aalscholver.
Richting Joure:
Lepelaar · 
Oeverwal · 
De Abt · 
Wellerzand · 
De Lanen
Richting Muiderberg:
De Wiel · 
Lemsterhop · 
Han Stijkel · 
Rivierduin · 
Aalscholver